# Bahía de Kino
Bahía de Kino ist eine Ortschaft im mexikanischen Bundesstaat Sonora.
Sie liegt 107 Kilometer von Hermosillo entfernt im Municipio Hermosillo und besitzt einen der attraktivsten Strände des Bundesstaates. Bahía de Kino liegt 28 Kilometer vor der Isla Tiburón, die am 24. Dezember 1539 von Kapitän Francisco de Ulloa entdeckt wurde.

## Geschichte
Die Stadt wurde wahrscheinlich nach dem Missionar Eusebio Francisco Kino benannt, der die Gegend im 17. Jahrhundert besichtigte.